# وقایع‌نگاری رخدادهایی عاشقانه
وقایع‌نگاری رخدادهایی عاشقانه (لهستانی: Kronika wypadków miłosnych) یک فیلم درام به کارگردانی آندری وایدا است که در سال ۱۹۸۶ منتشر شد.
از بازیگران آن می‌توان به گابریلا کوفناتسکا، و کریستینا زاخفاتوویچ اشاره کرد.